# Mini Efteling
De Mini Efteling is een miniatuurpretpark in de Nederlandse plaats Nieuwkuijk, geïnspireerd op attractiepark Efteling. Het park – gevestigd in een woonhuis en achtertuin – bevat miniaturen van bestaande Efteling-attracties, maar heeft ook zelf diverse attracties ontworpen.

## Geschiedenis
De Mini Efteling ontstond in 1985 toen Erwin van Veldhoven als kind zijn carnavalscreaties wilde tonen aan geïnteresseerden. In de jaren erna voegde hij diverse nagebouwde Efteling-attracties toe en werd zijn ouderlijk huis deels omgebouwd tot attractiepark. Uiteindelijk ontstond er een vrijwilligersorganisatie om de attracties te bouwen en onderhouden, en het park op zaterdagen open te stellen voor bezoekers. Diverse bekende Nederlanders openden nieuwe attracties. Met de Efteling werden doorgaans goede relaties onderhouden.
Begin 2022 werd aanvankelijk aangekondigd dat het park eind dat jaar zou sluiten, maar op 9 september van datzelfde jaar werd gemeld dat het park toch open bleef.

## Attracties
Een korte, onvolledige lijst met attracties:
- Spookslot
- Carnaval Festival
- De Rode Schoentjes
- Holle Bolle Gijs
- De Gekroonde Eend
- Langnek
- Vogel Rok lasershow
- Ezeltje Strek Je
- Kleine Boodschap

### Voormalige attracties
Een korte, onvolledige lijst met voormalige attracties:
- Pagode
- De Sprekende Papegaai
- De Wensbron
- De Vliegende Fakir
- Fata Morgana